# 十直镇
十直镇是中国重庆市丰都县下辖的一个镇。

## 行政区划
镇辖个1社区、17个行政村
- 社区：梁家湾居委会
- 村：汀溪村、寨上村、河梁村、新屋村、秦榜沟村、上坝村、双溪村、高家坝村、十字村、灌塘溪村、蒋家山村、莲花村、龙头村、七里村、楼子村、开花寺村、红庙子村